# Марбург, Теодор
Теодор Марбург (10 июля 1862, Балтимор — 4 марта 1946, Там же) — американский дипломат и антивоенный активист.

## Биография
Марбург родился 10 июля 1862 в Балтиморе, штат Мэриленд. Он был послом Соединенных Штатов в Бельгии с 1912 по 1914 год. Его сын, Теодор Марбург-младший, был одним из немногих американцев, которые присоединились к британцам, чтобы сражаться в Первой мировой войне прежде, чем Соединённые Штаты вступили в войну. На войне Теодор Марбург-младший потерял ногу. Обеспокоенный событиями в Европе, которые тесно затронули его лично, Марбург-старший  выступил одним из вдохновителей создания Лиги обеспечения мира, одной из непосредственных предшественниц Лиги Наций, и занял в этой организации пост исполнительного секретаря. Несколько позже он активно поддержал создание уже самой Лиги Наций, и был известен, как пацифист и антивоенный активист.
Кроме сына, Теодор Марбург имел дочь Кристину, которая вышла замуж за голландского политика Алидиуса Ван Старкенборга Стахауэра.  Марбург писал стихи, книгу его стихов «На холмах» изданную в 1924 году в Балтиморе, проиллюстрировал известный французский художник Жюльен Ле Блан. Архив Теодора Марбурга хранится в Библиотеке Конгресса США в Вашингтоне, округ Колумбия.
Скончался в Балтиморе.

## Сборник стихов Марбурга
- Marburg, Theodore, In the Hills, G.P. Putnam's Sons, 1924